# Walhalla (Carolina del Sur)
Walhalla es una ciudad ubicada del Condado de Oconee en el estado estadounidense de Carolina del Sur. Es sede del condado de Oconee. La ciudad en el año 2000 tiene una población de 3.801 habitantes en una superficie de 9.7 km², con una densidad poblacional de 395.3 personas por km². 

## Geografía
Walhalla se encuentra ubicada en las coordenadas 34°46′2″N 83°3′52″O / 34.76722, -83.06444. Según la Oficina del Censo, la ciudad tiene un área total de 9,7 km² (3,7 mi²), de la cual 9,6 km² (3,7 mi²) es tierra y 0,1 km² (0 mi²) (0.13%) es agua.
El Montaña Túnel Stumphouse se encuentra cerca de Walhalla.

## Demografía
En el 2000 la renta per cápita promedia del hogar era de $29.063, y el ingreso promedio para una familia era de $34.184. El ingreso per cápita para la localidad era de $15.691. En 2000 los hombres tenían un ingreso per cápita de $28.445 contra $21.106 para las mujeres. Alrededor del 17.20% de la población estaba bajo el umbral de pobreza nacional. 

### Localidades adyacentes
El siguiente diagrama muestra a las localidades en un radio de 16 kilómetros (9,9 mi) de Walhalla.